# راد لوری
راد لوری (انگلیسی: Rod Lurie؛ زادهٔ ۱۵ مهٔ ۱۹۶۲) هنرپیشه، کارگردان و فیلم‌نامه‌نویس اهل ایالات متحده آمریکا است. وی از سال ۱۹۹۰ میلادی تاکنون مشغول فعالیت بوده‌است.